# Engenheiro Navarro

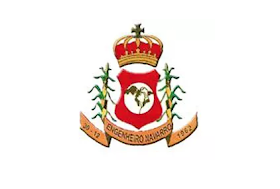
Drapeau de Engenheiro Navarro

Engenheiro Navarro est une municipalité brésilienne de l'État du Minas Gerais et la microrégion de Bocaiúva.